# Son of Dave
Benjamin Darvill, connu sous le nom de scène Son of Dave, est un auteur-compositeur-interprète et one-man band canadien, né le 4 janvier 1967 à Winnipeg.
Il vit actuellement au Royaume-Uni. Il a fait partie du groupe folk rock Crash Test Dummies dans lequel il jouait de l'harmonica, de la guitare, des percussions et de la mandoline, avant de commencer une carrière solo en 2000. 

## Biographie
SOD est né à Winnipeg, au Manitoba. C'est après avoir entendu James Cotton et Sonny Terry jouer au Winnipeg Folk Festival qu'il entreprit d'apprendre l'harmonica.
Il a déménagé à Londres, en Angleterre, en 1998. Fils de Dave a enregistré six albums à ce jour et a effectué plus de huit cents spectacles à travers l'Europe, ainsi que des performances au Canada, aux États-Unis, en Australie, en Afrique du Sud, en Ouganda, au Japon, en Russie et à Cuba.
Son album "02" publié en 2003 est un mélange de «blues de pickin de coton, vocalisant beat-box, folk dur-respiration, funk steamy et même R & B moderne».

## Discographie
- 1999 : B. Darvill's Wild West Show
- 2005 : 01
- 2006 : 02
- 2008 : 03
- 2010 : Shake a Bone
- 2013 : Blues at the Grand
- 2016 : Explosive Hits
- 2017 : Music for cop shows